# Maurice Hollande
 Maurice Hollande , né à Valenciennes le 15 juin 1885 et mort à Reims le 22 novembre 1968, est un avocat.
Il fut également très investi, dans la vie sociale et littéraire de la ville de Reims.

## Biographie
Maurice Hollande est né le 15 juin 1885, à Valenciennes.
Il est le fils d’Henri Joseph Maurice Hollande (18516-1928) industriel et d’Alice Renard (1854-1938).
Il est docteur en droit.
Il épousa à Reims en 1909 Suzanne Marie Berthe Leclerc (1886-1966). Il a une fille, Françoise Marie Alice Hollande.
Il participa à la guerre 14-18 et fut prisonnier dans un camp de représailles en Russie.
Il est décédé à Reims, le 22 novembre 1968 et est inhumé au cimetière du Nord de Reims.

## Activités
- Secrétaire de la Chambre de commerce de Reims et d’Épernay,
- Secrétaire du Syndicat patronal de l’industrie textile (1912-1941),
- Secrétaire de l’Union des négociants en laine de Reims et de la région (1925-1936),
- Directeur des cours d’enseignement technique de la Société Industrielle de Reims (1912-1950),
- Professeur de droit civil et commercial à l’École supérieure de commerce[1].
- Vice-président de la Société des amis du vieux Reims[2].

## Hommages
- Depuis 1971, une rue de Reims, porte en hommage à Maurice Hollande, le nom de « rue Maurice Hollande »[3].
- Chevalier de la Légion d’honneur.